# امانوئل مورینی
امانوئل مورینی (انگلیسی: Emanuele Morini؛ زادهٔ ۳۱ ژانویهٔ ۱۹۸۲) بازیکن فوتبال اهل ایتالیا است.
از باشگاه‌هایی که در آن بازی کرده‌است می‌توان به باشگاه فوتبال فوجا، باشگاه فوتبال آ.اس. رم، باشگاه فوتبال بولتون واندررز، باشگاه فوتبال پارتیزانی تیرانا، باشگاه فوتبال آ. ث. لومتزانه، باشگاه فوتبال ویچنزا، و باشگاه فوتبال بوتو پلوودیو اشاره کرد.